# Tina Hermann
Tina Hermann (Colonia, 5 marzo 1992) è una skeletonista tedesca, unica atleta donna ad essersi aggiudicata quattro titoli mondiali individuali, di cui tre consecutivi,  vinti nel 2016, nel 2019, nel 2020 e nel 2021, più altri tre titoli iridati colti nella gara a squadre (nel 2015, nel 2016 e nel 2021); detiene il record di medaglie d'oro vinte ai mondiali (sette), davanti a Martins Dukurs (secondo a quota sei); ha inoltre conquistato per due volte la Coppa del Mondo.

## Biografia
Il gioventù ha praticato lo sci alpino e compete nello skeleton per la squadra nazionale tedesca dal 2008, anno in cui iniziò a gareggiare in Coppa Europa, aggiudicandosi poi la classifica finale nelle stagioni 2010/11 e 2011/12; vinse inoltre il trofeo della Coppa Intercontinentale nel 2013/14. Si distinse altresì nelle categorie giovanili conquistando la medaglia d'oro ai mondiali juniores nell'edizione di Sankt Moritz 2010.

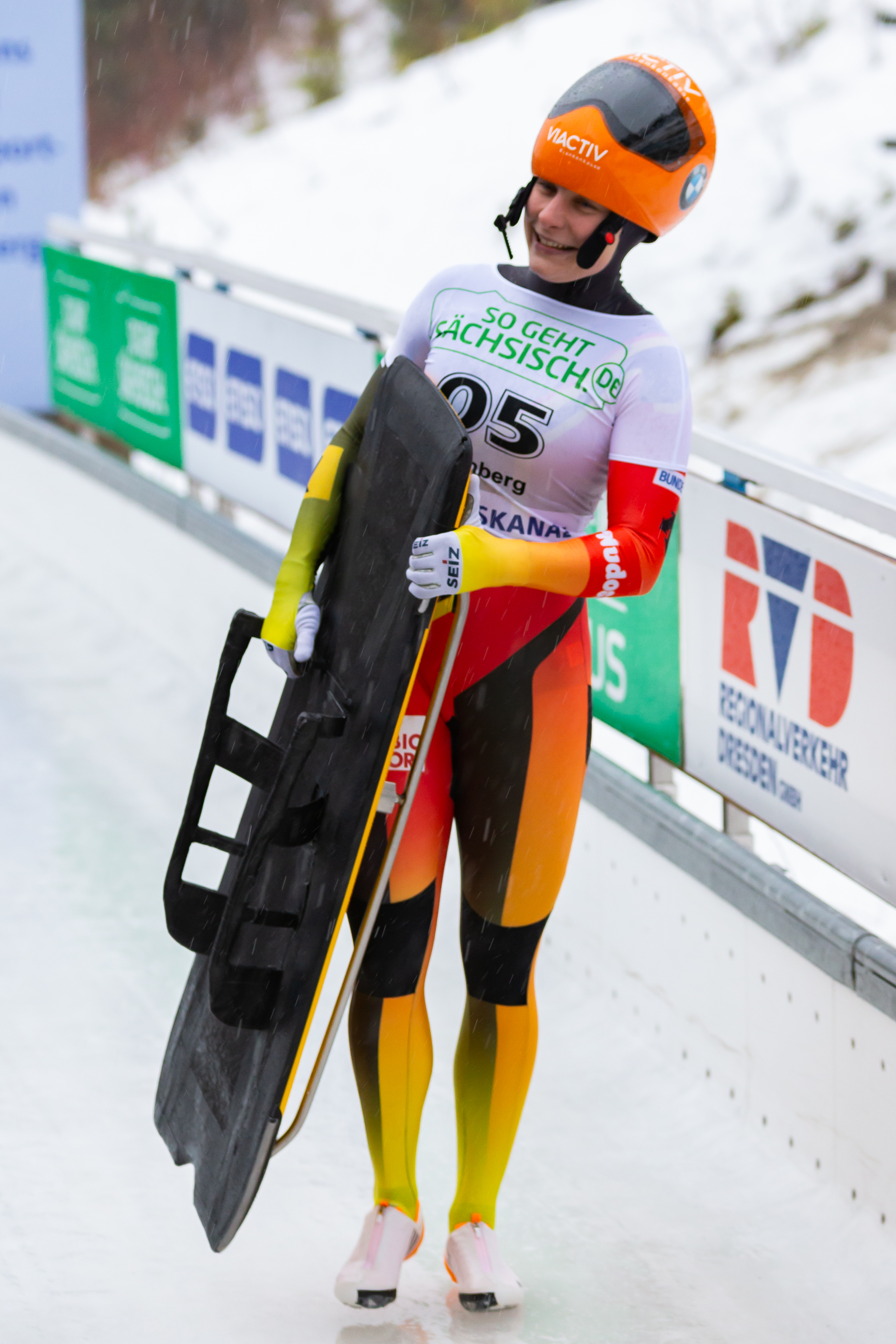
Tina Hermann ai Campionati tedeschi nel 2018

Esordì in Coppa del Mondo nella stagione 2014/15, il 12 dicembre 2014 a Lake Placid, dove si piazzò al quarto posto nel singolo; ottenne il suo primo podio il 19 dicembre 2014 a Calgary, terminando la gara del singolo in terza posizione, e la sua prima vittoria il 4 dicembre 2015 a Winterberg, sempre nella gara individuale. Ha trionfato in classifica generale nel 2015/16 ed è arrivata seconda nelle successive tre stagioni.
Ha partecipato ai Giochi olimpici invernali di Pyeongchang 2018, classificandosi quinta nel singolo.

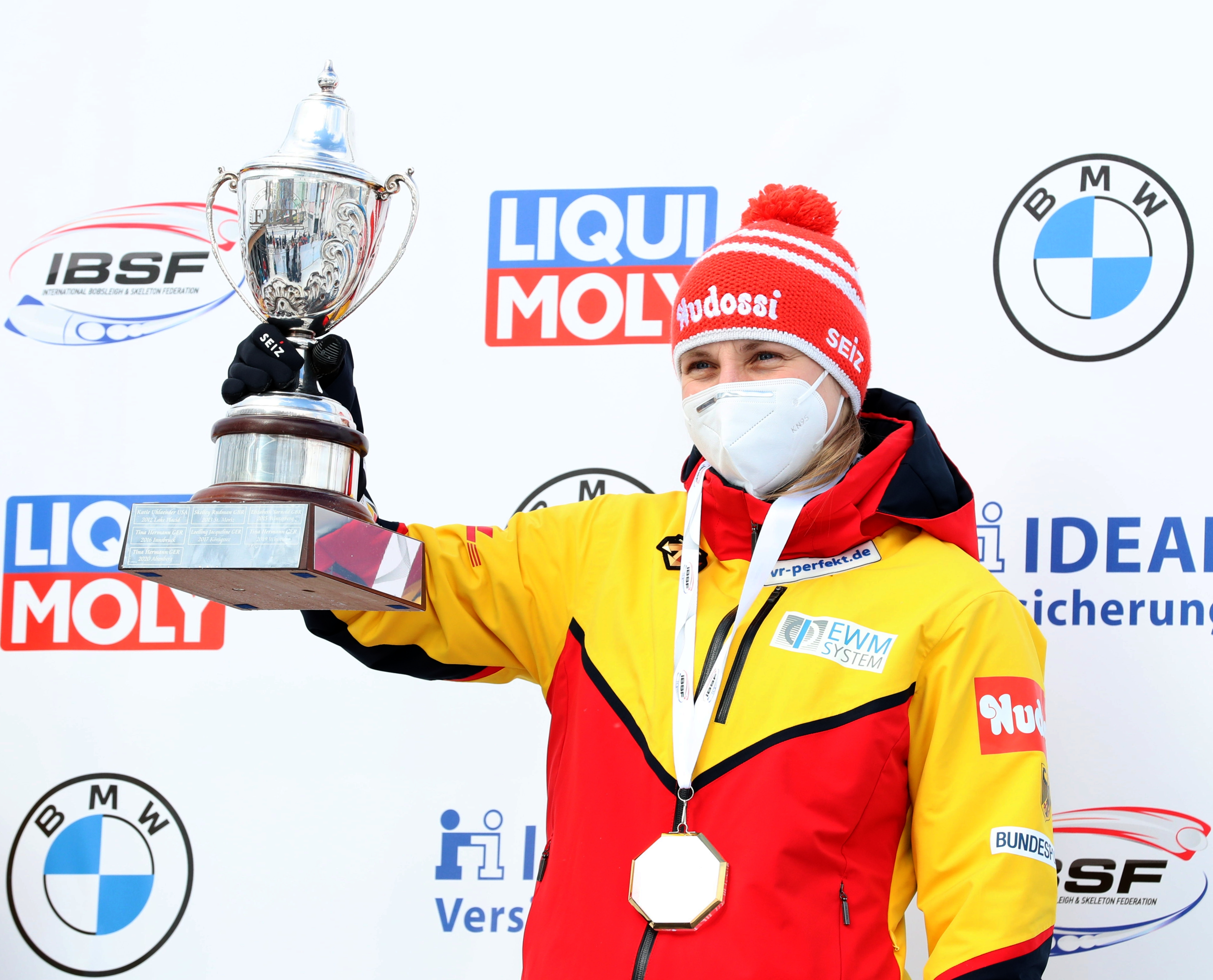
Tina Hermann solleva il suo quarto trofeo di campionessa del mondo individuale, ottenuto nell'edizione di Altenberg 2021

Ha preso parte altresì a sei edizioni dei campionati mondiali conquistando un totale di nove medaglie, delle quali sette d'oro (record). Nel dettaglio i suoi risultati nelle prove iridate sono stati, nel singolo: quinta a Winterberg 2015, medaglia d'oro a Igls 2016, medaglia d'argento a Schönau am Königssee 2017, medaglia d'oro a Whistler 2019, medaglia d'oro ad Altenberg 2020 e medaglia d'oro ad Altenberg 2021; nella gara a squadre: medaglia d'oro a Winterberg 2015, medaglia d'oro a Igls 2016, medaglia d'argento a Schönau am Königssee 2017, non classificata a Whistler 2019, quinta ad Altenberg 2020 e medaglia d'oro ad Altenberg 2021. Con il terzo titolo individuale conquistato ad Altenberg 2020, Tina Hermann divenne la prima donna ad essersi aggiudicata tre titoli mondiali, sopravanzando la connazionale Marion Thees e la svizzera Maya Pedersen, entrambe ferme a quota due; i due ori ottenuti nell'edizione del 2021 le permisero inoltre di portarsi a sette medaglie d'oro mondiali complessive (quattro individuali e tre a squadre), risultato che la pone in vetta al tale graduatoria, sopravanzando il lettone Martins Dukurs fermo a quota sei.
Ha altresì vinto quattro medaglie agli europei, di cui una d'oro, conquistata ad Altenberg 2023, due d'argento, ottenute a Sankt Moritz 2016 e a Winterberg 2021, e una di bronzo colta a Winterberg 2017,  nonché cinque titoli nazionali (2016, 2018, 2019, 2020 e 2021).

## Palmarès

### Mondiali
- 9 medaglie:
  - 7 ori (gara a squadre a Winterberg 2015; singolo, gara a squadre a Igls 2016; singolo a Whistler 2019; singolo ad Altenberg 2020; singolo, gara a squadre ad Altenberg 2021);
  - 2 argenti (singolo, gara a squadre a Schönau am Königssee 2017).

### Europei
- 4 medaglie:
  - 1 oro (singolo a Altenberg 2023);
  - 2 argenti (singolo a Sankt Moritz 2016; singolo a Winterberg 2021);
  - 1 bronzo (singolo a Winterberg 2017).

### Mondiali juniores
- 1 medaglia:
  - 1 oro (singolo a St. Moritz 2010).

### Coppa del Mondo
- Vincitrice della classifica generale nel 2015/16 e nel 2022/23.
- 37 podi (tutti nel singolo):
  - 17 vittorie
  - 13 secondi posti;
  - 7 terzi posti.

#### Coppa del Mondo - vittorie
| Data             | Luogo                | Paese       | Disciplina |
| ---------------- | -------------------- | ----------- | ---------- |
| 4 dicembre 2015  | Winterberg           | Germania    | singolo    |
| 11 dicembre 2015 | Schönau am Königssee | Germania    | singolo    |
| 16 gennaio 2016  | Park City            | Stati Uniti | singolo    |
| 22 gennaio 2016  | Whistler             | Canada      | singolo    |
| 26 febbraio 2016 | Schönau am Königssee | Germania    | singolo    |
| 3 febbraio 2017  | Igls                 | Austria     | singolo    |
| 23 febbraio 2019 | Calgary              | Canada      | singolo    |
| 5 gennaio 2020   | Winterberg           | Germania    | singolo    |
| 24 gennaio 2020  | Schönau am Königssee | Germania    | singolo    |
| 31 gennaio 2020  | Sankt Moritz         | Svizzera    | singolo    |
| 15 gennaio 2021  | Sankt Moritz         | Svizzera    | singolo    |
| 3 dicembre 2021  | Altenberg            | Germania    | singolo    |
| 17 dicembre 2021 | Altenberg            | Germania    | singolo    |
| 16 dicembre 2022 | Lake Placid          | Stati Uniti | singolo    |
| 13 gennaio 2023  | Altenberg            | Germania    | singolo    |
| 20 gennaio 2023  | Altenberg            | Germania    | singolo    |
| 17 febbraio 2023 | Sigulda              | Lettonia    | singolo    |

### Campionati tedeschi
- 6 medaglie:
  - 5 ori (singolo ad Altenberg 2016[3]; singolo a Winterberg 2018[4]; singolo ad Altenberg 2019[5]; singolo a Schönau am Königssee 2020[6]; singolo a Winterberg 2021[7]);
  - 1 argento (singolo a Winterberg 2015[8]).

### Circuiti minori

#### Coppa Europa
- Vincitrice della Coppa Europa nel 2010/11 e nel 2011/12;
- 13 podi (tutti nel singolo):
  - 3 vittorie;
  - 8 secondi posti;
  - 2 terzi posti.

#### Coppa Intercontinentale
- Vincitrice della Coppa Intercontinentale nel 2013/14;
- 4 podi (tutti nel singolo):
  - 1 vittoria;
  - 3 secondi posti.

#### Coppa Nordamericana
- Miglior piazzamento in classifica generale: 25ª nel 2010/11.